# 곽정현
곽정현(郭定鉉, 1933년 2월 6일~2024년 2월 26일)은 대한민국의 정치인이다. 제11대 국회의원을 지냈다. 본관은 청주이며, 충청남도 예산군 출신이다. 충청향우회 중앙회 명예총재였다.

## 학력
- 국민대학교 행정학과 학사

### 비학위 수료
- 서울대 행정대학원 고위정책과정 수료
- 서울대 행정대학원 고위정책과정 수료

## 경력
- 제11대 국회의원 (민주정의당)
- 농협중앙회 참사
- 새마을 지도자연수원 부원장, 원장
- 국회 농수산 및 예결위원
- 민주정의당 국민운동본부 본부장
- 새마을운동 중앙본부설립 준비위 간사장, 초대 이사
- 대한민국 헌정회 이사
- 한국기술공업진흥회 회장
- 대한상공회의소 상임의원
- 한국경제인연합회 회원
- 한국무역위원회 위원
- (주)세일중공업 대표이사
- 사회복지법인 세이브 더 칠드런 코리아 이사장
- 충청향우회 중앙회 명예총재
- 대한민국헌정회 운영위원회 의장
- 민족중흥회 부회장

## 역대 선거 결과
| 실시년도 | 선거  | 대수 | 직책     | 선거구 | 정당       | 득표수      | 득표율         | 순위        | 당락 | 비고 |
| -------- | ----- | ---- | -------- | ------ | ---------- | ----------- | -------------- | ----------- | ---- | ---- |
| 1981년   | 총선  | 11대 | 국회의원 | 전국구 | 민주정의당 | 5,776,624표 | \| \| 35.6% \| | 전국구 60번 |      | 초선 |
|          | 35.6% |      |          |        |            |             |                |             |      |      |